# Westrhauderfehn

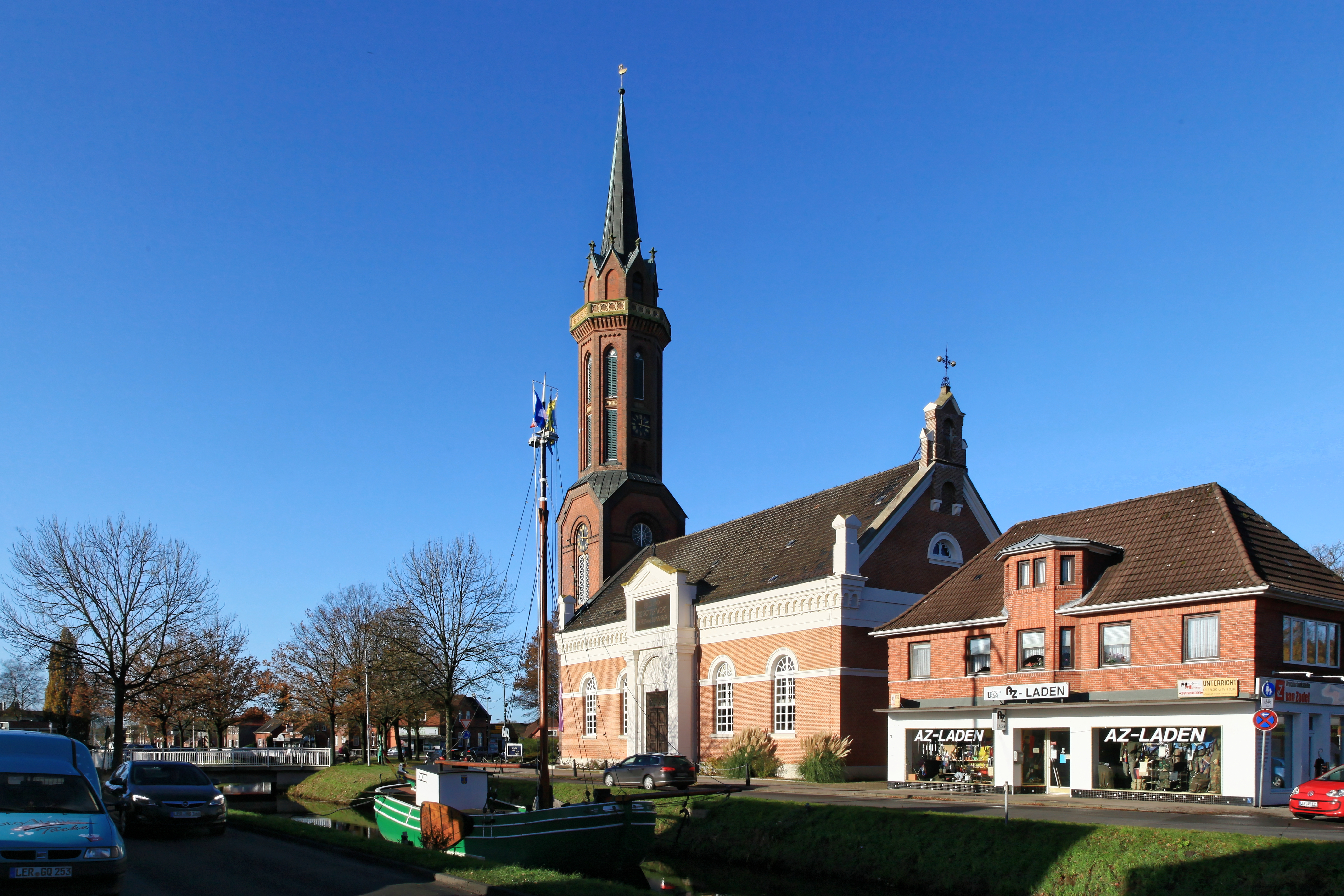
Ev.-luth. Hoffnungskirche und Fehnkanal in Westrhauderfehn

Westrhauderfehn ist seit der Verwaltungs- und Gebietsreform vom 1. Januar 1973 der größte Ortsteil der neuen Gemeinde Rhauderfehn. Heute hat er 7610 Einwohner. Er liegt etwa dreizehn Kilometer südöstlich der Kreisstadt Leer in Ostfriesland. Die rund 16,88 km² große Gemarkung wurde auf Erd-Hochmoor-Boden gegründet. Sie ist vom Nachbarort Ostrhauderfehn durch einen schmalen Streifen mit Gleyboden getrennt.

## Geschichte
Die Emder Kaufleute Johann Friedrich Heydecke und Thomas Stuart, der Stickhauser Amtmann Rudolf von Glan, der Rezeptor Ahlrich Ibelings aus Breinermoor und der Hausmann Wille Janssen gründeten am 10. Juni 1766 den Gesellschaftsverband der Entrepeneure des Rhauderfehns. Am 19. April 1769 erhielt diese Gesellschaft vom preußischen König 1500 Diemat von den Morasten im Overledingerland – Stickhausen zugewiesen, in denen sie die Besiedelung als Fehnkolonie einleiteten.
Zunächst war der Hauptzweck der Besiedelung der Torfabbau. Erst später wandte man sich der Urbarmachung des Moores in Kulturland zu. Wie in den anderen ostfriesischen Fehnorten entwickelte sich im 19. Jahrhundert die Schifffahrt zu einem weiteren Erwerbszweig der Fehntjer, neben dem Torfabbau und einer – zumeist bescheidenen – Landwirtschaft. Grundlage dieses Berufsstandes war die selbstständige Abfuhr des Torfes in die Absatzgebiete, in erster Linie die Städte Emden und Leer sowie die Marschen. Seit 1871 bestand in Westrhauderfehn eine Königlich Preußische Navigationsschule. Um die Jahrhundertwende verdrängten Dampfschiffe in wenigen Jahren die Segler aus den Fehnen, deren Schifffahrt damit rapide an Bedeutung verlor. 1918 wurde daraufhin die Navigationsschule geschlossen.

## Entwicklung des Ortsnamens
Im Jahre 1824 wurde die Fehnkolonie amtlich Rauder-Wester-Fehn, 1848 Rhauder Westerfehn und 1871 West-Rhauderfehn genannt. Der Name ist eine Zusammensetzung des Ortsnamens Rhaude, der Himmelsrichtung Westen sowie des Wortes Fehn, das den Siedlungstypus benennt.

## Wappen
Das Wappen der ehemaligen Gemeinde Westrhauderfehn zeigt in Blau einen goldenen Anker, der oben mit einem Knauf versehen und beiderseits geflügelt ist; um den Stock winden sich zwei goldene Schlangen. Diese Kombination aus einem Anker und einem Merkurstab steht für Seefahrt und Handel. Das Wappen wurde 1954 auf Grundlage des ehemaligen Wappens der Rhauder-Fehn-Compagnie entworfen. Die Gemeinde nahm das Wappen schließlich 1955 an. Seit der Verwaltungs- und Gebietsreform vom 1. Januar 1973 führt die Gemeinde Rhauderfehn das Gemeindewappen Westrhauderfehns.

## Religion
Die evangelisch-lutherischen Einwohner waren ursprünglich nach Rhaude eingepfarrt. 1829 erhielt die Gemeinde eine eigene Pfarrstelle.

## Persönlichkeiten
- Tina Willms (* 1963 in Westrhauderfehn), evangelische Theologin und Schriftstellerin